# Quararibea floribunda
Quararibea floribunda là một loài thực vật có hoa trong họ Cẩm quỳ. Loài này được (A.St.-Hil. & Naudin) K.Schum. miêu tả khoa học đầu tiên năm 1886.